# Förderlehrer
Förderlehrer sind speziell ausgebildete Lehrkräfte im bayerischen Schulsystem. Durch ihren Einsatz sollen Unterschiede zwischen den Schülern bezüglich Lerngeschichte, Lernweg, Fähigkeit und Lernziel mittels individualisierender Maßnahmen für einzelne Schüler und Schülergruppen ausgeglichen werden. Außerhalb Bayerns werden Förderlehrer weder ausgebildet noch eingesetzt. Seit 1970 unterstützen Förderlehrer die Arbeit an Grundschulen, Mittelschulen und Förderzentren mit dem Förderschwerpunkt Lernen. Dabei sind sie ein Teil in der individuellen Schülerbegleitung und in der Differenzierung des Unterrichts.

## Aufgaben
Die Aufgaben des Förderlehrers sind in Artikel 60 Abs. 1 des Bayerischen Gesetz über das Erziehungs- und Unterrichtswesen geregelt. Demnach unterstützt der Förderlehrer „…den Unterricht und trägt durch die Arbeit mit Schülergruppen zur Sicherung des Unterrichtserfolges bei […] Er nimmt besondere Aufgaben der Betreuung von Schülern selbstständig und eigenverantwortlich wahr und wirkt bei sonstigen Schulveranstaltungen und Verwaltungstätigkeiten mit.“ Im Unterschied zu heilpädagogischen Förderlehrern wird er an Regelschulen tätig.
Eine der Hauptaufgaben der Förderlehrer sind die Unterstützung beim Erlernen der deutschen Sprache als Zweitsprache, die Aneignung mathematischer Fähigkeiten, die Entwicklung der Lernfähigkeit und der Persönlichkeitsbildung allgemein.
Darüber hinaus gestalten sie das Schulleben mit, leiten Arbeitsgemeinschaften (z. B. Schülerbücherei, Streitschlichter, Schülerzeitung, Schulband), organisieren bzw. gestalten Gemeinschaftsveranstaltungen an der Schule und wirken an schulischen Vorhaben, Unterrichtsgängen, Schullandheimaufenthalten und Projekttagen mit.

## Ausbildung
Die Ausbildung erfolgt am Bayerischen Staatsinstitut für die Ausbildung von Förderlehrern in Bayreuth und Freising. Sie gliedert sich in eine dreijährige Ausbildung direkt am Institut, wobei in erster Linie wissenschaftlich-theoretische Grundlagen mit einer ersten praktischen Vernetzung erworben werden und einen anschließenden zweijährigen Vorbereitungsdienst im Studienseminar zur Vertiefung der praktischen Handlungskompetenz. Vor Beginn der Ausbildung erfolgt eine Aufnahmeprüfung.